# Federalne Ministerstwo Współpracy Gospodarczej i Rozwoju
Federalne Ministerstwo Współpracy Gospodarczej i Rozwoju (niem. Bundesministerium für wirtschaftliche Zusammenarbeit und Entwicklung, BMZ) jest resortem rządu federalnego Niemiec odpowiedzialnym za realizację polityki rozwojowej i koordynację współpracy z krajami partnerskimi. Jego głównym celem jest przeciwdziałanie ubóstwu i nierównościom na świecie oraz wspieranie zrównoważonego rozwoju zgodnie z Agendą 2030 ONZ i porozumieniem paryskim.

## Historia
Federalne Ministerstwo Współpracy Gospodarczej i Rozwoju powstało 14 listopada 1961 roku. Pierwszym ministrem został Walter Scheel. Początkowo BMZ pełniło głównie funkcję koordynacyjną, a wiele kompetencji spoczywało wciąż w rękach MSZ, resortu gospodarki i finansów. Od lat 70. ministerstwo zaczęło przejmować szersze kompetencje, w tym w zakresie współpracy technicznej i finansowej. W 1998 roku BMZ przejęło przewodnictwo w polityce rozwojowej UE.
Od 1993 roku nosi aktualną nazwę – Bundesministerium für wirtschaftliche Zusammenarbeit und Entwicklung.

## Zadania
BMZ odpowiada za niemiecką politykę rozwojową, obejmującą planowanie i polityczne sterowanie współpracą rozwojową, koordynację współpracy z krajami partnerskimi, organizacjami międzynarodowymi i rozwojowymi bankami, a także działania edukacyjne i informacyjne z zakresu polityki rozwoju.
Ministerstwo postrzega się jako „ministerstwo transformacji” wspierające globalne przejście do zrównoważonej i sprawiedliwej gospodarki, jednocześnie promując pokój, wolność i prawa człowieka. BMZ uznaje partnerstwo i odpowiedzialność za podstawowe wartości globalnej współpracy, podkreślając konieczność solidarności i sprawiedliwości społecznej jako uniwersalnych zasad.

## Struktura organizacyjna
BMZ nie posiada klasycznej struktury podległych urzędów. Realizację projektów powierzono tzw. organizacjom wykonawczym, które współpracują z podmiotami lokalnymi wyznaczanymi przez rządy krajów partnerskich. Ministerstwo zatrudnia ok. 1184 pracowników, z których połowa pracuje w Bonn (pierwsza siedziba), a połowa w Berlinie. Ponadto około 130 pracowników wykonuje zadania za granicą – w ambasadach, konsulatach generalnych oraz przy organizacjach międzynarodowych.
BMZ składa się z sześciu działów, które odpowiadają m.in. za planowanie projektów, współpracę z partnerami międzynarodowymi, działania informacyjne oraz koordynację na poziomie multilateralnym.

## Obecność zagraniczna
BMZ deleguje swoich pracowników do licznych krajów partnerskich oraz organizacji międzynarodowych. Pracownicy resortu działają m.in. w takich miejscach jak: Addis Abeba, Bagdad, Bamako, Brasília, Dhaka, Jaunde, Kigali, Lima, Nairobi, Nowy Jork, Paryż, Phnom Penh, Pristina, Ramallah, Tunis, Windhuk i wiele innych. Obecność BMZ obejmuje również stałe przedstawicielstwa Niemiec przy ONZ, OECD i UE.
Resort aktywnie uczestniczy w pracach dyrektoriatów światowych i regionalnych banków rozwoju oraz wspiera działalność organizacji takich jak UNDP czy Międzynarodowy Fundusz Rozwoju Rolnictwa (IFAD).

## Polityka rozwoju
Działania BMZ wpisują się w założenia Agendy 2030 i obejmują walkę z ubóstwem, głodem, chorobami oraz promowanie dostępu do edukacji i ochrony środowiska. Ministerstwo kładzie szczególny nacisk na partnerstwo z krajami rozwijającymi się, wspierając je w budowaniu własnych struktur społeczno-gospodarczych.
Rozwój postrzegany jest jako wspólna odpowiedzialność – zarówno społeczeństw, jak i rządów. BMZ odrzuca przestarzałe pojęcie „pomocy rozwojowej”, zamiast tego promując partnerską współpracę oraz wzajemne uczenie się i wzmacnianie zdolności samodzielnego działania państw partnerskich.

## Współpraca międzynarodowa
BMZ współpracuje z innymi ministerstwami federalnymi, Unią Europejską i OECD w ramach wspólnej polityki rozwoju. Kluczowym celem jest zapewnienie spójności polityki (tzw. Policy Coherence for Development), co pozwala na skuteczniejsze wykorzystanie środków publicznych oraz wzmacnia wiarygodność międzynarodową Niemiec.
Resort promuje koordynację działań rozwojowych również w ramach UE, zgodnie z zasadami zapisanymi w Traktacie z Maastricht, Traktacie lizbońskim oraz Europejskim Konsensusie na rzecz Rozwoju.

## Znaczenie współpracy rozwojowej
BMZ odwołuje się do doświadczeń powojennych Niemiec jako państwa, które samo korzystało z pomocy międzynarodowej (np. Plan Marshalla). Dziś Niemcy, jako jedno z najbogatszych państw świata, czują odpowiedzialność za wspieranie rozwoju globalnego, promując pokój, demokrację, prawa człowieka i zrównoważony wzrost gospodarczy. Działania BMZ mają służyć nie tylko krajom partnerskim, ale także wzmocnieniu bezpieczeństwa i stabilności w Europie i na świecie.

## Lista ministrów[10]
| Nr. | Imię i nazwisko           | Okres urzędowania         | Okres urzędowania         | Partia | Partia                             | Uwagi                              |
| Nr. | Imię i nazwisko           | od                        | do                        | Partia | Partia                             | Uwagi                              |
| --- | ------------------------- | ------------------------- | ------------------------- | ------ | ---------------------------------- | ---------------------------------- |
| 1   | Walter Scheel             | 14 listopada 1961(dts)    | 28 października 1966(dts) |        | Wolna Partia Demokratyczna         | [ a ]                              |
| 2   | Werner Dollinger          | 28 października 1966(dts) | 30 listopada 1966(dts)    |        | Unia Chrześcijańsko-Społeczna      | [ a ]                              |
| 3   | Hans-Jürgen Wischnewski   | 1 grudnia 1966(dts)       | 2 października 1968(dts)  |        | Socjaldemokratyczna Partia Niemiec | [ a ]                              |
| 4   | Erhard Eppler             | 16 października 1968(dts) | 8 lipca 1974(dts)         |        | Socjaldemokratyczna Partia Niemiec | [ a ]                              |
| 5   | Egon Bahr                 | 8 lipca 1974(dts)         | 14 grudnia 1976(dts)      |        | Socjaldemokratyczna Partia Niemiec | [ a ]                              |
| 6   | Marie Schlei              | 16 grudnia 1976(dts)      | 16 lutego 1978(dts)       |        | Socjaldemokratyczna Partia Niemiec | [ a ]                              |
| 7   | Rainer Offergeld          | 16 lutego 1978(dts)       | 1 października 1982(dts)  |        | Socjaldemokratyczna Partia Niemiec | [ a ]                              |
| 8   | Jürgen Warnke             | 4 października 1982(dts)  | 11 marca 1987(dts)        |        | Unia Chrześcijańsko-Społeczna      | [ a ]                              |
| 9   | Hans Klein                | 12 marca 1987(dts)        | 21 kwietnia 1989(dts)     |        | Unia Chrześcijańsko-Społeczna      | [ a ]                              |
| 10  | Jürgen Warnke             | 21 kwietnia 1989(dts)     | 18 stycznia 1991(dts)     |        | Unia Chrześcijańsko-Społeczna      | [ a ]                              |
| 11  | Carl-Dieter Spranger      | 18 stycznia 1991(dts)     | 22 stycznia 1993(dts)     |        | Unia Chrześcijańsko-Społeczna      | [ a ]                              |
| 11  | Carl-Dieter Spranger      | 23 stycznia 1993(dts)     | 26 października 1998(dts) | [ b ]  | Unia Chrześcijańsko-Społeczna      |                                    |
| 12  | Heidemarie Wieczorek-Zeul | 27 października 1998(dts) | 27 października 2009(dts) | [ b ]  |                                    | Socjaldemokratyczna Partia Niemiec |
| 13  | Dirk Niebel               | 28 października 2009(dts) | 17 grudnia 2013(dts)      | [ b ]  |                                    | Wolna Partia Demokratyczna         |
| 14  | Gerd Müller               | 17 grudnia 2013(dts)      | 8 grudnia 2021(dts)       | [ b ]  |                                    | Unia Chrześcijańsko-Społeczna      |
| 15  | Svenja Schulze            | 8 grudnia 2021(dts)       | 6 maja 2025(dts)          | [ b ]  |                                    | Socjaldemokratyczna Partia Niemiec |
| 16  | Reem Alabali-Radovan      | 6 maja 2025(dts)          | teraz                     | [ b ]  |                                    | Socjaldemokratyczna Partia Niemiec |